# 沙丘黄耆
沙丘黄耆（学名：Astragalus cognatus）是豆科黄芪属的植物。分布于哈萨克斯坦、中亚以及中国大陆的新疆等地，生长于海拔800米的地区，常生于半流动沙丘以及固定沙丘上，目前尚未由人工引种栽培。